# Игуман Арсеније Љубостињски
Арсеније, духовник љубостињски (17. век—око 1736) био је старешина манастира Љубостиње, први о коме је остављено више записа. Датум његовог рођења није познат, а за датум његове смрти се узима средина четврте деценије 18. века (око 1736. године).
После Сеобе Срба (1691) Љубостиња је опустела. Богослужење је у манастиру прекинуто први пут од оснивања. Међутим, у записима из 1732. године помиње се монашко—богословска школа у Љубостињи, којом руководи отац Арсеније. То није био једини спис који је говорио о игуману Арсенију.
Помиње се да је свештеник Василије Станимировић из Вранеша учио код игумана Арсенија, од 1726. до 1733. године. У марту 1736. пише да је Василијев духовник био покојни Арсеније, те се та година узима као година игуманове смрти. Витановачки свештеник Сава Недељковић последњи пут се исповедио у време божићног поста 1735. године, код оца Арсенија. Ова белешка је направљена 25. фебруара 1736. године, па се још прецизније узима да је Арсеније умро почетком марта 1736. године.
Слични списи говоре о исповедању браничевских, мачванских, шумадијских и других свештеника и монаха код оца Арсенија из Љубостиње. Његово најпознатије духовно чедо био је отац Гаврило, тадашњи игуман Раванице.
У зборнику радова о Љубостињи истиче се да је Арсеније уживао огроман углед међу монасима и народом, и да је ретко који монах тога времена могао да му парира.